# マルア
マルア（フランス語: Maroua）は、カメルーン極北州の州都。

## 概要
フェルンゴ川とカリアオ川の低地沿いに展開しており、マンダラ山地の麓に位置している
。
2012年の人口は23万9026人。
綿花産業の集散地となっている。
農業学校や民族博物館があり、近郊のサラクにサラク空港が所在している。
カメルーン最北の都市であり、チャドの首都ンジャメナやナイジェリアのマイドゥグリ、南のガルアへと道路が通じる。
市の北にはワザ国立公園があり、南には軍事基地が所在する。
町のスカイラインにはマルア山が卓越している。
宗教ではイスラム教が優勢であり、中でもスーフィズムがさかんである。
また、マルア大学がこの地を拠点としている。

## 歴史
カメルーンとナイジェリアの海上境界線を定めた、マルア宣言がマルアで1975年6月1日に署名された。
2013年にはマラリアの流行が起き、1万以上の症例がマルアで報告された。
2014年4月4日、2人のイタリア人司祭とカナダ人修道女がマルア教区のチェレ（Tchéré）村で誘拐された。彼らは5月31日から6月1日にかけての夜に解放された。
同年6月に「マルア中央市場に襲撃した憲兵」が40人をボコ・ハラムの構成員容疑で逮捕される結果を引き起こした。
2014年8月以降には、ボコ・ハラムに対応するため市内に2000人以上のカメルーン軍兵士が配置されている。

## 気候
気候はサヘルのものであり、年間を通じて高温で乾燥している。
ケッペンの気候区分ではステップ気候（BSh）とサバナ気候（Aw）の境となっている。
| Marouaの気候                                      | Marouaの気候 | Marouaの気候 | Marouaの気候 | Marouaの気候 | Marouaの気候 | Marouaの気候 | Marouaの気候 | Marouaの気候 | Marouaの気候 | Marouaの気候 | Marouaの気候 | Marouaの気候 | Marouaの気候  |
| 月                                                | 1月          | 2月          | 3月          | 4月          | 5月          | 6月          | 7月          | 8月          | 9月          | 10月         | 11月         | 12月         | 年            |
| ------------------------------------------------- | ------------ | ------------ | ------------ | ------------ | ------------ | ------------ | ------------ | ------------ | ------------ | ------------ | ------------ | ------------ | ------------- |
| 平均最高気温 °C （°F）                            | 33.9 (93)    | 35.7 (96.3)  | 38.8 (101.8) | 40.2 (104.4) | 38 (100)     | 34.9 (94.8)  | 32.3 (90.1)  | 30.3 (86.5)  | 32 (90)      | 35.3 (95.5)  | 36.2 (97.2)  | 34.2 (93.6)  | 35.15 (95.27) |
| 日平均気温 °C （°F）                              | 26.1 (79)    | 27.8 (82)    | 30.9 (87.6)  | 32.6 (90.7)  | 31.1 (88)    | 28.8 (83.8)  | 27 (81)      | 25.7 (78.3)  | 26.6 (79.9)  | 28.2 (82.8)  | 28.3 (82.9)  | 26.3 (79.3)  | 28.28 (82.94) |
| 平均最低気温 °C （°F）                            | 18.4 (65.1)  | 20 (68)      | 23.1 (73.6)  | 25 (77)      | 24.2 (75.6)  | 22.8 (73)    | 21.7 (71.1)  | 21.1 (70)    | 21.3 (70.3)  | 21.2 (70.2)  | 20.5 (68.9)  | 18.4 (65.1)  | 21.48 (70.66) |
| 降水量 mm （inch）                                | 0 (0)        | 0 (0)        | 1 (0.04)     | 16 (0.63)    | 64 (2.52)    | 107 (4.21)   | 192 (7.56)   | 245 (9.65)   | 142 (5.59)   | 27 (1.06)    | 0 (0)        | 0 (0)        | 794 (31.26)   |
| 平均降雨日数                                      | 0            | 0            | 2            | 3            | 7            | 10           | 15           | 17           | 13           | 4            | 0            | 0            | 71            |
| 平均日照時間                                      | 9            | 9            | 9            | 8            | 8            | 8            | 6            | 6            | 7            | 8            | 10           | 10           | 8.2           |
| 出典1：Climate-Data.org                           |              |              |              |              |              |              |              |              |              |              |              |              |               |
| 出典2：Weather2Travel for rainy days and sunshine |              |              |              |              |              |              |              |              |              |              |              |              |               |

## 出身の著名人
- ヤヤ・バナナ - サッカー選手